# Вулканы Северной и Центральной Америки
Вулканы Северной и Центральной Америки — гористые образования на территории Североамериканского материка и прилегающих островах, сложившиеся в результате вулканической деятельности в различные геологические эпохи.

## Наиболее крупные вулканы Северной и Центральной Америки
- Августин 4732 м (Августин остров, Аляска, США.)
- Орисаба высота 5700 м (Мексика)
- Попокатепетль 5452 м (Мексика)
- Сэнфорд 4940 м (Аляска, США)
- Рейнир 4391 м (Каскадные горы)
- Врангель 4268 м (Аляска, США)
- Тахумулько 4211 м (Гватемала)
- Колима 3850 м (Мексика)
- Коронадо 3450 м (Мексика)
- Ирасу 3432 м (Коста-Рика)
- Маунт-Худ 3427 м (Каскадные горы)
- Лассен-Пик 3181 м (Сьерра-Невада)
- Илиамна 3076 м (Аляска, США)
- Шишалдина 2861 м (остров Унимак, Алеутские острова)
- Парикутин 2774 м (Мексика)
- Пакайя 2552 м (Гватемала)
- Катмай 2286 м (полуостров Аляска, США).